# Pankrác (Praga)
Pankrác – część Pragi leżąca w Nuslach, w dzielnicy Praga 4, na południe od centrum miasta. Nazwa pochodzi od kościoła św. Pankracego, obecnie filialnego parafii św. Wacława w Nuslach.

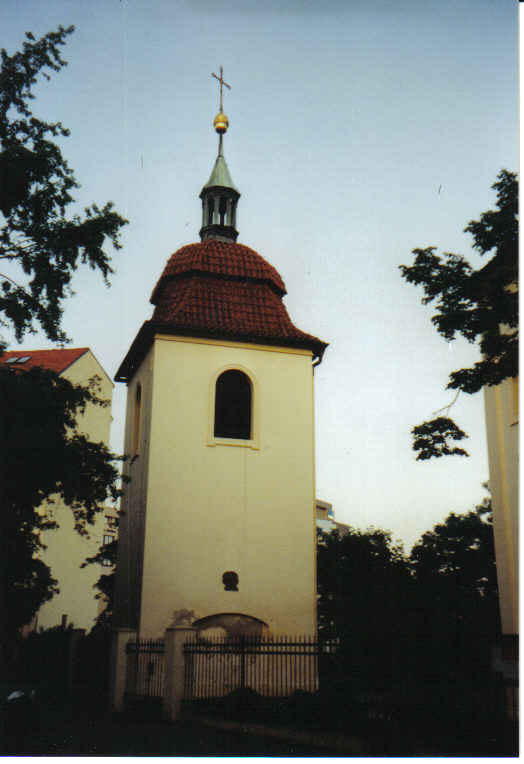
Dzwonnica kościoła św. Pankracego

Wzniesiono tu wiele wysokich budynków, np. City Empiria i City Tower. Stacje metra Pankrác i Pražského povstání.